# Бенкен (Санкт-Галлен)
Бенкен (нем. Benken SG) — коммуна в Швейцарии, в кантоне Санкт-Галлен.
Входит в состав округа Зее-Гастер. Население составляет 2428 человек (на 31 декабря 2006 года). Официальный код — 3312.